# Hillside (Illinois)
Hillside es una villa ubicada en el condado de Cook en el estado estadounidense de Illinois. En el Censo de 2010 tenía una población de 8157 habitantes y una densidad poblacional de 989,46 personas por km².

## Geografía
Hillside se encuentra ubicada en las coordenadas 41°52′3″N 87°54′7″O / 41.86750, -87.90194. Según la Oficina del Censo de los Estados Unidos, Hillside tiene una superficie total de 8.24 km², de la cual 8.24 km² corresponden a tierra firme y (0%) 0 km² es agua.

## Demografía
Según el censo de 2010, había 8157 personas residiendo en Hillside. La densidad de población era de 989,46 hab./km². De los 8157 habitantes, Hillside estaba compuesto por el 37.75% blancos, el 43.21% eran afroamericanos, el 0.28% eran amerindios, el 3.35% eran asiáticos, el 0.04% eran isleños del Pacífico, el 12.35% eran de otras razas y el 3.03% pertenecían a dos o más razas. Del total de la población el 27.61% eran hispanos o latinos de cualquier raza.

## Educación
El Distrito 209 de Escuelas Secundarias del Municipio de Proviso gestiona escuelas preparatorias.